# Plecoptera dicyma
Plecoptera dicyma là một loài bướm đêm trong họ Erebidae.